# Марија Елизабета Лемерхирт
Марија Елизабета Лемерхирт (Ерфурт, 24. фебруар 1644 — Ајзенах, 1. мај 1694) је била жена Јохана Амброзијуса Баха и мајка осморо деце. Њен најпознатији син је био Јохан Себастијан Бах.